# Шерман, Фрэнсис Корнуэлл
Фрэ́нсис Ко́рнуэлл Ше́рман (англ. Francis Cornwall Sherman; 18 сентября 1805 года — 7 ноября 1870 года) — американский политик, дважды мэр Чикаго (в 1841—1842 и 1862—1865 годах) от Демократической партии.

## Биография
Фрэнсис Шерман родился в городе Ньютаун, штат Коннектикут. В апреле 1834 года переезжает в Чикаго. Владел предприятиями по производству кирпича, и оставался строителем и подрядчиком даже на посту мэра, на который избирался три раза.
Его сын, Фрэнсис Троубридж Шерман, был бригадным генералом в армии Союза во время Гражданской войны.
Умер в 1870 году и похоронен на кладбище «Грейсленд» в Чикаго.